# RTV Slovenija
Radio Televizija Slovenija (abbreviato in RTV Slovenija), è l'ente pubblico radiotelevisivo della Repubblica di Slovenia. Ha sede nella capitale, Lubiana e dispone di due centri regionali di produzione, uno a Capodistria e uno a Maribor.
Creata il 28 ottobre 1928 come Radio Ljubljana ha iniziato le trasmissioni televisive nel 1958. RTV Slovenija opera col nome di Radio Slovenija nell'ambito radiofonico e Televizija Slovenija o TV Slovenija in quello televisivo.
La base legale sotto quale essa opera è la legge sulla RTV Slovenija (in sloveno: Zakon o RTV Slovenija). Essa è l'unico network del Paese a possedere sia stazioni radiofoniche che televisive; la legge le impone di emettere trasmissioni nelle lingue delle minoranze linguistiche. Per tale ragione vi sono i due centri di produzione regionale: Maribor, seconda città del Paese, che produce trasmissioni per la minoranza ungherese, e Capodistria, centro di produzione anche in lingua italiana. Circa il 73% dei fondi a disposizione della RTV Slovenija derivano dal canone televisivo.
L'ente ha in successivamente implementato l'attività attraverso nuovi media con la creazione di un portale su internet, ove è possibile seguire le trasmissioni.

## Storia

### Dalla fondazione all'indipendenza
Radio Ljubljana fece il suo esordio nell'etere il 1º settembre, 1928, con alcune trasmissioni sperimentali. Dal 28 ottobre dello stesso anno le trasmissioni divennero regolari.
Ciò fino all'11 aprile 1941, quando a seguito di eventi bellici la stazione di trasmissione di Domžale venne distrutta e occupata dalla forze militari italiane.
Il 1º aprile 1949 vi furono i primi esperimenti di trasmissioni televisive, che divennero regolari il 28 novembre 1958, anche se in collaborazione con le emittenti delle altre repubbliche dell'allora Jugoslavia. Nel 1960 la televisione slovena produsse le prime trasmissioni per l'Eurovisione, in occasione di una gara di salto con gli sci a Planica.
In poco tempo l'audience televisiva crebbe rapidamente tanto che dal 15 aprile 1968, i principali programmi serali vennero emessi in lingua slovena, e non più solamente in lingua serbocroata, e prodotti direttamente a Lubiana.
Nel 1971 fu lanciata TV Koper-Capodistria, legata a RTV Ljubljana, come prima televisione bilingue, al fine di servire la minoranza italofona presente in Istria.
Tuttavia essa ottenne un vasto successo anche presso il pubblico italiano, grazie alla capacità del segnale di coprire buona parte dello stivale e di fornire un'alternativa al monopolio della Rai. Il tutto reso più interessante dalla presenza di emissioni a colori non ancora presenti in Italia con regolarità. Fu proprio l'uso del sistema PAL da parte dell'emittente capodistriana a spingere il governo italiano a scegliere tale sistema per l'introduzione del colore anche in Italia.
Nel 1984 venne introdotto il primo servizio televideo e nel 1989 iniziò la trasmissione di Radio Ljubljana col sistema RDS.
RTV Ljubljana creò inoltre un'etichetta discografica denominata ZKP RTLJ (Založba kaset in plošč Radiotelevizije Ljubljana), oggi conosciuta come ZKP RTVS (Založba kaset in plošč Radiotelevizije Slovenija).
Venne, infine, creato un secondo canale televisivo.

### Dall'indipendenza ai giorni nostri
Nel 1992, un anno dopo l'indipendenza, l'ente fu rinominato in Radiotelevizija Slovenija.
Il 1º gennaio 1993, RTV Slovenia divenne un pieno membro dell'UER e da allora partecipa all'Eurovision Song Contest.
Nei tardi anni novanta è iniziata una concorrenza sempre più forte delle prime radiotelevisioni private slovene. Ciò ha comportato dibattiti approfonditi su quale debba essere il compito di un ente radiotelevisivo di Stato.
Nel 2001 è stato creato il nuovo Multimedia Centre al fine di introdurre le nuove tecnologie dell'informazione.
RTV Slovenia finanzia anche una propria orchestra sinfonica, la Simfonični orkester RTV Slovenija (nata nel 1956), e una big band, la Big Band RTV Slovenija.
Nell'agosto 2008, in occasione dei giochi olimpici di Pechino, è stata sperimentata la prima emissione in HD.

## Canali televisivi

### Nazionali
| Logo | Nome     | Note                                                                                               |
| ---- | -------- | -------------------------------------------------------------------------------------------------- |
|      | TV SLO 1 | Generalista (cultura, informazione, film, grandi eventi, folclore, cartoni animati, varietà, ecc.) |
|      | TV SLO 2 | Tematico (documentari, film, programmi ed eventi sportivi e musicali)                              |
|      | TV SLO 3 | Dedicato all'informazione in generale e lavori del Parlamento sloveno                              |

Hanno sede a Lubiana e sono ricevibili su tutto il territorio nazionale.

### Regionali
| Logo | Nome                 | Note |
| ---- | -------------------- | --- |
|      | TV Koper-Capodistria | Ha sede nel centro regionale RTV Slovenija di Capodistria ed è ricevibile sul digitale terrestre nel litorale sloveno, in Istria, nella fascia confinaria del Friuli-Venezia Giulia e parte del Veneto, via cavo in Slovenia ed in streaming in tutto il mondo. La maggior parte della programmazione avviene in lingua italiana, la rimanente in sloveno |
|      | TV Maribor           | Ha sede nel centro regionale RTV Slovenija di Maribor ed è ricevibile nel nord-est della Slovenia tramite il digitale terrestre, via cavo e in streaming sul sito istituzionale |

I tre canali nazionali oltre che sul digitale terrestre sono ricevibili via cavo (solo in Slovenia), in chiaro sul satellite Eutelsat 16C (16°est, pol. H, freq.10,721 - fec 3/4) fatta eccezione  per i programmi  criptati per motivi legati ai diritti internazionali (ricevibili solo in Slovenia), e in streaming sul sito istituzionale. TV SLO 1 e TV SLO 2 trasmettono anche in HD sia sul digitale terrestre che via cavo.

## Canali radio

### Nazionali
| Logo | Nome    | Note                                                                 |
| ---- | ------- | -------------------------------------------------------------------- |
|      | Prvi    | Generalista tradizionale con informazione, approfondimento e musica  |
|      | Val 202 | Generalista con taglio più popolare e maggior spazio alla musica pop |
|      | ARS     | Culturale con ampio spazio alla musica classica                      |

Hanno sede a Lubiana di fronte all'immobile dedicato alla prodiuzione TV e si ricevono all'interno del territorio nazionale e nella fascia confinaria del Friuli-Venezia Giulia in FM, sul DTT e via cavo (solo in Slovenia), in tutta Europa tramite il satellite Eutelsat 16C (16° est, freq. 10721 H, freq. 10,721 - fec 3/4) e in streaming sul sito istituzionale.

### Regionali
| Logo | Nome                          | Note |
| ---- | ----------------------------- | --- |
|      | Radio Koper                   | In lingua slovena, con sede a Capodistria, ricevibile in Istria e nella fascia confinaria del Friuli-Venezia Giulia in FM e in AM |
|      | Radio Capodistria             | In lingua italiana, con sede a Capodistria, ricevibile nell'Istria slovena ed in quella croata nonché in buona parte del Friuli-Venezia Giulia e del Veneto in FM e in AM, sul digitale terrestre e via cavo (solo in Slovenia) e in tutta Europa via satellite Eutelsat Hot Bird 13°est (freq. 12520 V, pid audio 254) canale 700 di Skyradio o canale 657 della piattaforma italiana tivùsat |
|      | Radio Maribor                 | In sloveno, con sede a Maribor, ricevibile nel Nordest della Slovenia in FM, sul digitale terrestre e via cavo e in streaming sul sito istituzionale |
|      | MMR - Muravidéki Magyar Rádió | In lingua ungherese, con sede a Lendava, ricevibile in FM nella zona dell'Oltremura, sul digitale terrestre e via cavo nella stessa area regionale |

Hanno sede nei centri di produzione periferici e trasmettono anche in lingua italiana e ungherese.

### Internazionali
| Logo | Nome                         | Note |
| ---- | ---------------------------- | --- |
|      | Radio Slovenia International | In lingua slovena, inglese e tedesca, a vocazione internazionale dedicata interamente ai turisti che transitano o soggiornano nel Paese. Trasmette dal centro regionale RTV Slovenija di Maribor ed è ricevibile in FM in tutta la Slovenia, nel Sud dell'Austria, via satellite Eutelsat 16C (16°est, freq. 10721 H, freq.10,721 - fec 3/4) e in streaming sul sito istituzionale dell'Ente |